# Patrimoine (magazine)
Pour les articles homonymes, voir Patrimoine.
Patrimoine est un magazine de bande dessinée québécoise publié trimestriellement à Québec au Canada au début des années 1970.
Il est la toute première tentative d'implantation d'un magazine de bande dessinée dans la ville de Québec.

## Historique
Le magazine Patrimoine, édité par les Éditions Patrimoine, est publié trimestriellement au Québec d'avril 1973 à février 1974 pendant quatre numéros (durée de vie fréquente pour les magazines BD du Québec : voir Prisme).
Le troisième numéro est un « spécial touristes ».
Patrimoine est sous-titré Bandes illustrées du Québec. On peut y voir les premiers pas des jeunes auteurs André-Philippe Côté (sous le nom André Côté) et Louis Rémillard, qui feront leur marque plus tard dans le monde de la BD québécoise.

## Fiche technique
- Éditeur : Éditions Patrimoine (Québec) ;
- Format : 21 x 27 cm ;
- Nombre de pages : de 20 à 28 ;
- Type de papier : mat ;
- Impression : couverture en 2 ou 3 couleurs en aplats et séparées manuellement, intérieur noir et blanc et 2 couleurs ;
- Périodicité : irrégulier ;
- Numéro 1 : avril 1973 ;
- Numéro 4 : février 1974 (dernier numéro).

## Collaborateurs
- Richard Bérubé ;
- Mario Bolduc ;
- Marc Chaloult ;
- André Côté (André-Philippe Côté) ;
- Claude Fruchier ;
- Louis Rémillard ;
- François Royer ;
- Toufik EHM.